# 原精二
原 精二（はら せいじ、1933年10月2日 - 2004年12月1日）は、日本の経営者で、日立電線社長を務めた。

## 来歴・人物
長野県出身。1956年に東京大学経済学部を卒業し、同年に日立製作所に入社した。
1957年に日立電線に転じ、1985年6月に取締役に就任、1989年6月に常務、1993年6月に専務を経て、1995年6月には社長に就任。2003年4月には取締役相談役に就任。
2004年12月1日心不全で死去。71歳没。